# Christian Schmidt (Bühnenbildner)
Christian Schmidt (* 1966 in Coburg) ist ein deutscher Bühnen- und Kostümbildner.

## Leben
Schmidt studierte Bühnenbild am Mozarteum in Salzburg und an der Akademie der bildenden Künste in Wien bei Erich Wonder.

## Schaffen
Zusammen mit dem Regisseur Claus Guth realisierte er für Iphigénie en Tauride bei den Salzburger Festspielen und Wagners Der fliegende Holländer für die Bayreuther Festspiele das Bühnenbild ebenso wie am Staatstheater am Gärtnerplatz in München bereits Albert Lortzings „Der Wildschütz“, Werner Egks „Der Revisor“ und Richard Wagners Jugendwerk „Das Liebesverbot“ gestaltet. Weitere Ausstattungen entwarf er für das Opernhaus Zürich und die Wiener Festwochen 2005.
Für die Uraufführungen der Opern Giorgio Battistellis, Chaya Czernowins, Johannes Maria Stauds und Peter Ruzickas bei der Münchener Biennale und der Dresdner Semperoper übernahm er die gesamte Umsetzung der Ausstattung von Bühnenbild und Kostüm.
Für den Regisseur Hans Neuenfels entwarf er die Ausstattung zu Mozarts Die Entführung aus dem Serail die 1998 als „Inszenierung des Jahres“ ausgezeichnet wurde.
Theaterkritiker wählten Christian Schmidt in der Zeitschrift Theater heute zum „Bühnenbildner des Jahres 2003“.
2016 wurde bekannt gegeben, dass Schmidt zusammen mit Tatyana van Walsum 2017 für Die Ausstattung der Aida bei den Salzburger Festspielen verantwortlich sein wird.

## Werke (Auswahl)

### Bühnenbild
- 2020: Norma, von Vincenzo Bellini, Hamburgische Staatsoper[1]

## Auszeichnungen
- 1998 „Inszenierung des Jahres“
- 2003 „Bühnenbildner des Jahres 2003“ (Opernwelt)
- 2005 „Kostümbildner des Jahres“ (Opernwelt)
- 2006 Rolf-Mares-Preis für sein Bühnenbild für Simon Boccanegra an der Staatsoper Hamburg
- 2023 Österreichischer Musiktheaterpreis – Beste Ausstattung für Sibirien – Bregenzer Festspiele

## Medien
- DVD „Iphigénie en Tauride“, Opernhaus Zürich, 2003